# Ferdinand von Zeppelin
Ferdinand von Zeppelin (8. července 1838 Kostnice – 8. března 1917 Berlín) je znám jako konstruktér ztužených vzducholodí.

## Život

### Vojenská kariéra (1838–1891)
Hrabě Ferdinand Adolf Heinrich August von Zeppelin byl potomkem starého šlechtického rodu, jehož kořeny sahají až do 13. století. Otec byl dvorním maršálem a předpokládalo se, že syn bude rovněž profesionálním vojákem. V roce 1853 začal studovat reálku ve Stuttgartu, po dvou semestrech přešel na Polytechniku. Od roku 1855 nastoupil na válečnou školu v Ludwigsburgu, kterou ukončil v hodnosti poručíka. Na univerzitě v Tübingenu vystudoval strojírenství a chemii.
V roce 1863 působil jako pozorovatel v americké občanské válce na straně Severu. Tam také 19. srpna 1863 vzlétl ke svému prvnímu balónovému letu.
Po návratu do Německa roku 1864 nastoupil vojenskou kariéru, byl povýšen na kapitána a stal se pobočníkem württemberského krále. Zúčastnil se prusko-rakouské války. V roce 1869 se oženil s Isabellou von Wolf-Alt-Schwanenburg, z manželství se narodila jediná dcera Helena (1879–1967).
V letech 1870–1871 viděl ve válce s Francií, jak Francouzi úspěšně používali balóny pro spojení z obležené Paříže, což byl možná jeden z dalších zdrojů inspirace pro stavbu vzducholodí. Poté byl převelen do Berlína a předložil vedení armády návrh na stavbu řiditelné vzducholodi. Mohou být využity pro pozorování ve spolupráci s námořnictvem i pozemním vojskem, bombardování, pro přepravu na velké vzdálenosti, poštovní, osobní i nákladní dopravu. Jeho opakované návrhy však byly odmítány a hrabě se ve svých 53 letech rozhodl z armády odejít. Vojenskou službu ukončil roku 1891 jako generálporučík.

### Stavba vzducholodí (1892–1917)
Usadil se na břehu Bodamského jezera a začal připravovat stavbu své první vzducholodě. Šlo o ztuženou vzducholoď velkých rozměrů speciální konstrukce s hliníkovou kostrou. Měla umožňovat dlouhý dolet a mít dostatečnou nosnost pro přepravu osob nebo vojenského zařízení. S obtížemi shromažďoval finance na podporu svého projektu, který mnozí považovali za bláznivý a často sklízel posměch veřejnosti i známých osobností. V roce 1898 založil akciovou Společnost pro podporu vzduchoplavby, do které vložil svůj kapitálový příspěvek z rodinného majetku.

vzducholoď LZ 7

První vzducholoď LZ 1 začal stavět v roce 1899 (ve svých 61 letech) podle patentu č. 98580, který získal 31. srpna 1893. Odstartovala v červenci 1900 u Manzellu na břehu Bodamského jezera na krátký let, který trval asi 18 minut. Na palubě byl i hrabě Zeppelin. Na konci roku však valná hromada rozhodla o zrušení Společnosti pro podporu vzduchoplavby, protože dosažené výsledky nesplnily očekávání. Zeppelin musel shánět prostředky na stavbu další vzducholodi a znovu použil část rodinného jmění. V roce 1901 mu císař Vilém II. udělil Řád červené orlice.
Během dalších let Zeppelin své vzducholodě zdokonaloval. Od vdovy po Davidu Schwarzovi koupil jeho patenty a návrhy a používal je pro vývoj nových typů. Třetí model LZ 3 byl po několika úspěšných letech a překonání světového rekordu v době letu (8 hod) v roce 1908 odkoupen vojenskou správou pod označením Z I. U příležitosti svých 70. narozenin byl v červenci 1908 jmenován čestným občanem a získal čestný doktorát několika německých měst a vysokých škol. V listopadu byl vyznamenán Řádem černé orlice.

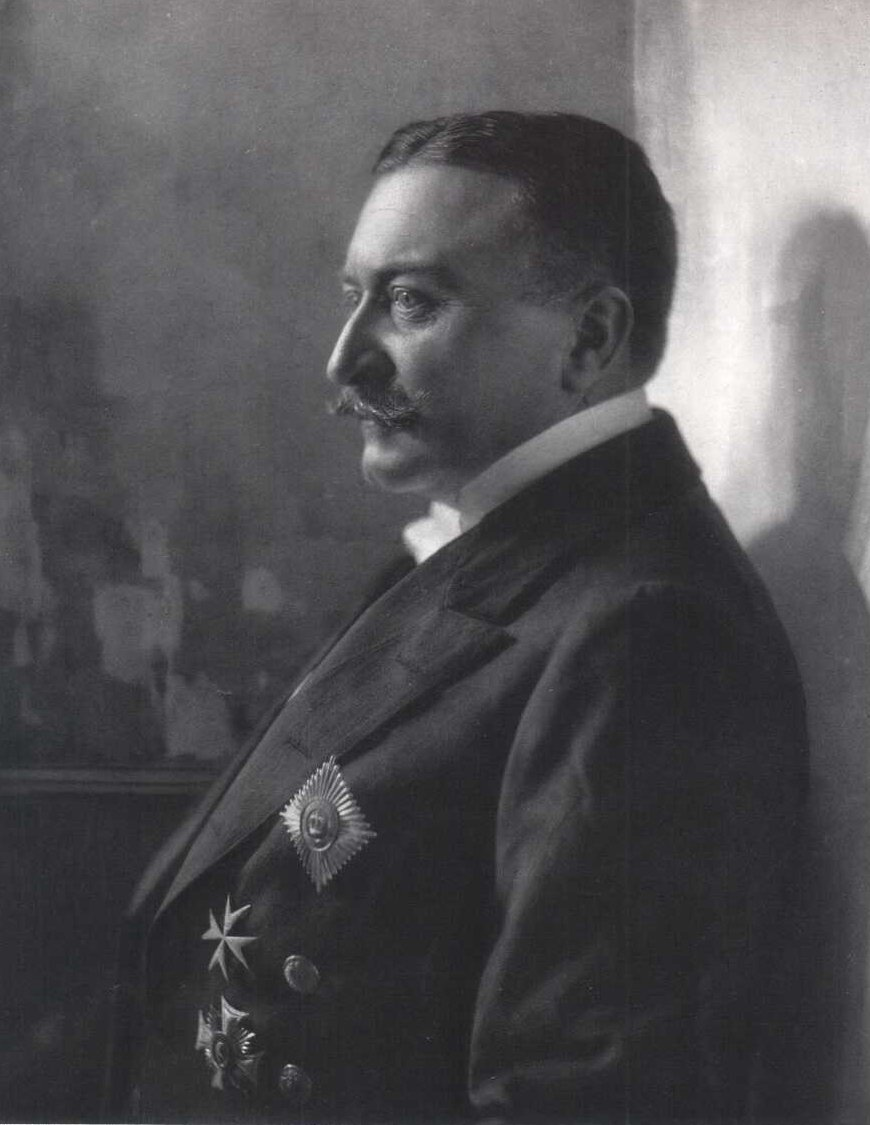
hrabě Ferdinand von Zeppelin

Po katastrofě LZ 4 v srpnu 1908 se zdálo, že jeho projekty končí. Zachránila je ale celonárodní lidová sbírka, která vynesla více než 6 milionů marek a umožnila mu pokračovat ve stavbě vzducholodí. Od roku 1909 se zaměřil především na osobní dopravu a za tím účelem založil společnost DELAG (Deutsche Luftschiffahrts AG) ve Frankfurtu nad Mohanem. Do začátku první světové války přepravila bez nehody asi 34 000 osob při 1500 letech, celkem sedmi vzducholoděmi.
Před první světovou válkou patřily jeho podniky k největším v Německu. Postupně v nich ale ztrácel vliv, a stal se spíše národní ikonou.
Ke konci života se ještě poměrně úspěšně věnoval konstrukci obřích bombardérů. Do své továrny přijal jako šéfkonstruktéra Clauda Dorniera. V roce 1915 založil Zeppelin loděnice a továrnu na ozubená kola ve Friedrichshafenu, plynárnu ve Staakenu u Berlína a společnost na výrobu obalů létajících balónů v Berlíně-Tempelholfu.
29. května 1916 hrabě Zeppelin naposledy stanul na palubě své vzducholodi. Zemřel 8. března 1917 v Berlíně na zápal plic. Pohřben je ve Stuttgartu na hřbitově Pragfriedhof.
Byla po něm pojmenována nejslavnější vzducholoď meziválečného období Graf Zeppelin a jeden z největších létajících strojů všech dob, Graf Zeppelin II. V roce 1955 byl posmrtně oceněn Medailí Rudolfa Diesela.

## Odraz v kultuře
Jeho jméno posloužilo jako inspirace britské rockové kapely Led Zeppelin.
Jako postava se objevuje ve hře Divadla Járy Cimrmana Hospoda Na mýtince, na konci se ale ukáže, že jde o podvodníka a pašeráka Miklóse Göče, který se za hraběte Ferdinanda von Zeppelina jen vydával.